# Paldiski

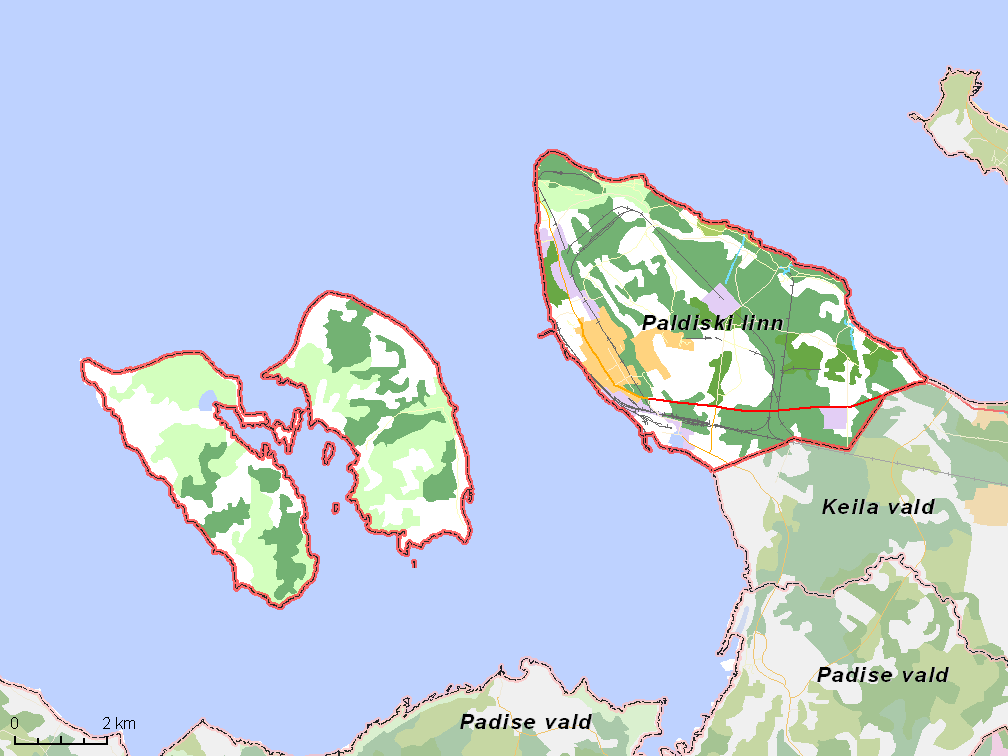
De gemeente met omliggende gemeenten, situatie begin 2017. Inmiddels maken alle drie de gemeenten op het kaartje deel uit van de gemeente Lääne-Harju

Paldiski (Zweeds: Paldiski, Duits: Baltischport, Russisch: Балтийский Порт) is een stad in de Estlandse provincie Harjumaa. De stad telt 4073 inwoners (2024) en heeft een oppervlakte van 60,2 km². Paldiski is de hoofdplaats van de gemeente Lääne-Harju.
Tot in oktober 2017 was Paldiski een aparte stadsgemeente. In het jaar 2017, toen de gemeente Lääne-Harju werd opgericht, had de stad 3681 inwoners.

## Geschiedenis
Vanaf 1962, in de tijd dat Estland deel uitmaakte van de Sovjet-Unie, was er in Paldiski een grote basis van de marine gevestigd. Er was een trainingscentrum voor atoomonderzeeboten gestationeerd. Paldiski was een gesloten stad.
Na 1994 na het vertrek van de Russische marine is deze basis gesloten en zijn de nucleaire installaties ontmanteld. Hierna liep het inwoneraantal terug van 7960 in 1989 tot 4101 in 2011. In en rond Paldiski zijn veel resten van de basis te zien, zoals ongebruikte barakken en wachttorens.

## Etnische samenstelling van de bevolking
Aan de etnische samenstelling van de bevolking is nog steeds te merken dat de stad lang in Russische handen is geweest. In 2021 was de bevolking aldus samengesteld:
|            | aantal | percentage |
| ---------- | ------ | ---------- |
| Totaal     | 3719   | 100,0%     |
| Russen     | 1926   | 51,8%      |
| Esten      | 1294   | 34,8%      |
| Oekraïners | 236    | 6,3%       |
| Wit-Russen | 112    | 3,0%       |
| Overig     | 151    | 4,1%       |

## Faciliteiten
Vanuit Paldiski vertrekken veerboten naar Kapellskär, Zweden.
Nabij de havenplaats liggen de twee eilanden Pakri.
Op 1 januari 2020 werd de Balticconnector in gebruik genomen. Deze aardgaspijpleiding loopt onder de Finse Golf naar Ingå in het zuiden van Finland. Het aardgas kan in beide richtingen worden getransporteerd. Finland heeft hiermee een aansluiting gekregen met het Europese aardgasnetwerk.
Paldiski heeft een eigen station en is door de spoorlijn Tallinn - Paldiski verbonden met Tallinn.

## Bekende inwoners
- Amandus Adamson (1855–1929), beeldsnijder en beeldhouwer

- Library of Congress Control Number: n98034936
- MusicBrainz: 378f0e93-99e3-42fd-879e-eb3b1a086f74
- Nationale Bibliotheek van Israël: 987007535724905171
- Virtual International Authority File: 129184166